# Adriaan de Lelie
Adriaan de Lelie (19 de mayo de 1755 en Tilburg – 30 de noviembre de 1820 en Ámsterdam) fue un pintor neerlandés.
De Lelie fue alumno de A. Peeters, un pintor de tapices y ornamentos, y después de Andreas Bernardus de Quertenmont en Amberes. Hizo copias de los muchos retratos de Rubens y Van Dyck en Düsseldorf, y también de cuadros históricos italianos y de los maestros holandeses. Con el asesoramiento del Profesor Camper, se estableció en Ámsterdam.
Pintó un gran número de retratos. Los últimos incluyen uno de los célebres amantes del arte Jan Gildemeester en el acto de mostrar su colección a un grupo de damas y caballeros. Una de sus mejores obras es "Academia de Dibujo" de la Sociedad Felix Meritis de Ámsterdam.

Sus alumnos incluían a Jean Augustin Daiwaille, Jan Adriaan Antonie de Lelie, François Montauban van Swijndregt, Pièrre Recco, Izaak Riewert Schmidt, y Johannes Ziesenis.

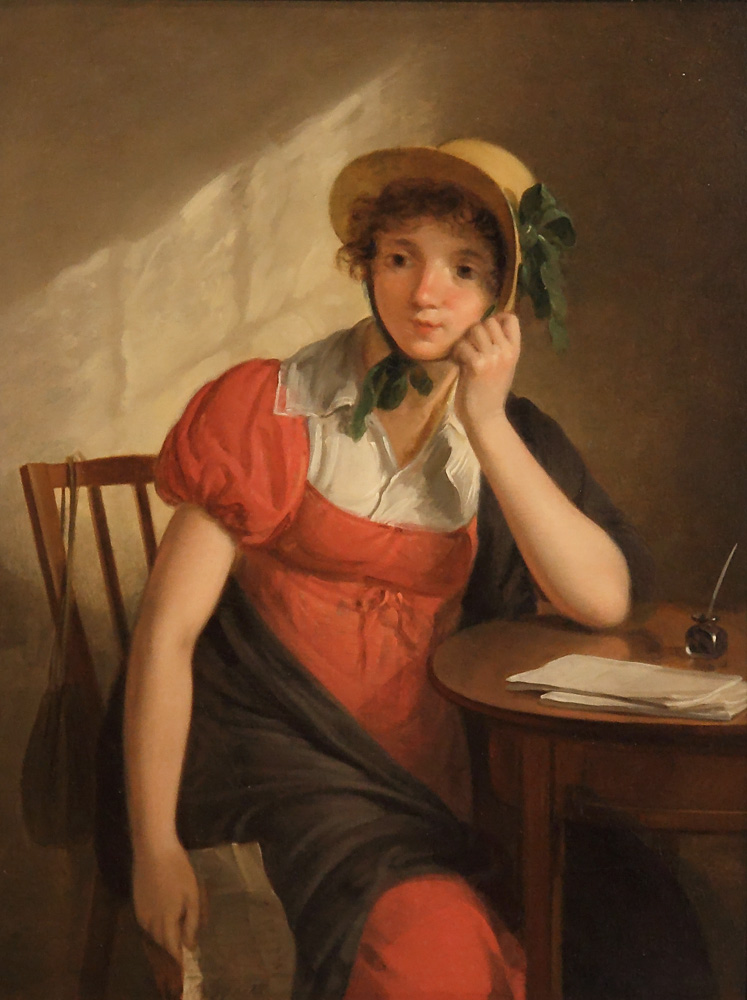
Una joven con una carta.
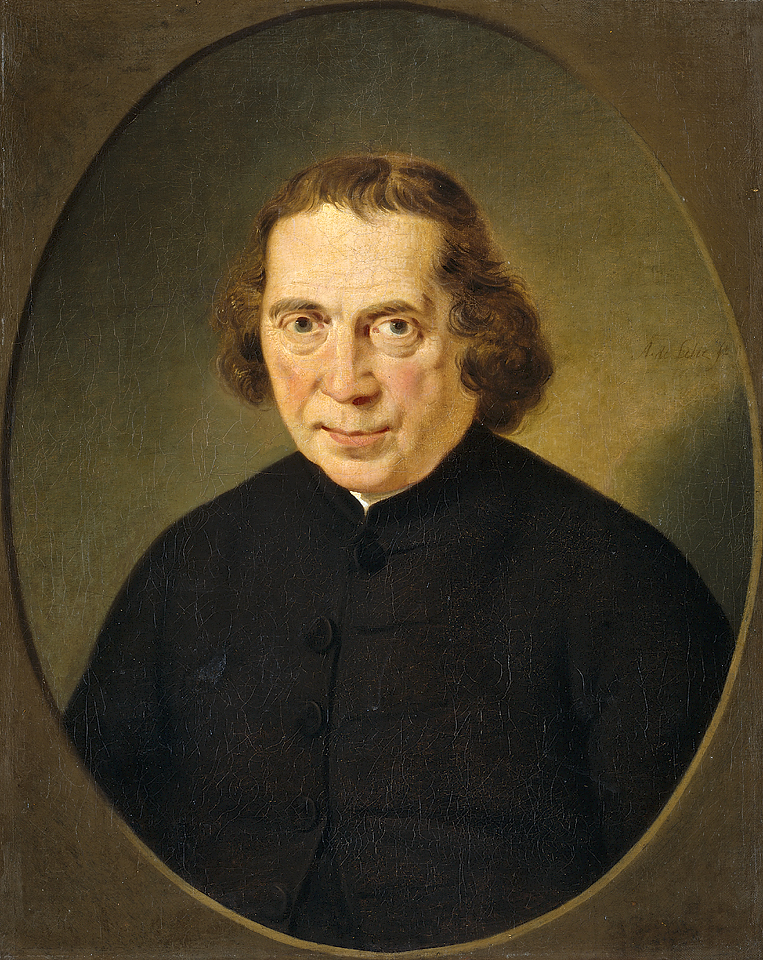
Jan Nieuwenhuyzen, en el Museo Edams en Edam.